# Seyni Kountché
Seyni Kountché (Damana Fandou, África Ocidental Francesa, 1 de julho de 1931 - Paris, França, 10 de novembro de 1987) Foi um militar nigerino. Exerceu a presidência do Níger como chefe de estado militar, após seu golpe militar contra Hamani Diori, primeiro presidente do Níger. governou entre 1974-1987. Faleceu em 1987 de um tumor cerebral em um hospital de Paris, na França. Foi sucedido por Ali Saibou. Em sua homenagem foi criado o Stade Général Seyni Kountché.

## Antecedentes e Carreira militar
Kountché nasceu em 1931, na cidade de Damana Fandou. Pertenceu à Aristocracia Djerma, que tem sua origem na Djermakoy Tondikandie. Iniciou sua carreira militar no ano de 1949, sendo integrante do Exército colonial francês. Recebeu uma promoção em 1957, na qual chegou ao posto de sargento. Na data de 3 de agosto de 1960, o antigo território francês do Níger conseguiu sua independência, sendo denominado então República do Níger. Depois de um ano transcorrido deste acontecimento, Kountché foi transferido para o Exército do Níger. Durante o período de 1965 a 1966, foi aluno da Escola Militar de Paris. Sequencialmente foi empossado no cargo de vice-chefe de Estado Maior das Forças Armadas. Recebeu mais uma promoção, à chefe de Equipe das Forças Armadas em 1973.

## Governança militar
Seyni Kountché comandou um vitorioso golpe militar, na data de 15 de abril de 1974, que deu fim ao regime governamental de Diori. Seus atos oficiais iniciais foram: a libertação de presos políticos, a proibição de todos os partidos políticos, a suspensão da constituição e a dissolução da Assembleia Nacional. Na data de 17 de abril de 1974, o Conselho Militar Supremo foi criado, tendo Kountché no cargo de presidente. Seu objetivo era a distribuição de auxílio alimentar de maneira justa e a restauração da moralidade nacional na vida pública. A Assembleia Nacional foi substituída pelo Conselho Nacional de Desenvolvimento (CND). Mesmo com a proibição da existência de partidos políticos, oposicionistas exilados durante o regime de Diori, receberam autorização para retornar ao Níger.
O governo militar manteve relações amigáveis com a França e formou novos contatos com os Estados Árabes. Sua maior preocupação estava centrada na recuperação econômica do país. Apesar das desavenças políticas dentro do CMS, o país apresentava estabilidade interna. Tentativas de remover Kountché do poder em 1975 e 1976 resultaram infrutíferas.
De 1981 em diante, Kountché tratou de aumentar, gradativamente, a representação civil do CMS. Em 1982, começou o planejamento para a implementação de uma forma de governo constitucional. Mamane Oumarou foi nomeado, em 24 de janeiro de 1983, primeiro-ministro, mesmo sendo um civil. No mês de janeiro de 1984, foi formada uma comissão para a elaboração da "carta nacional", um documento pré-constitucional. Sequencialmente, ocorreu a aprovação de um referendo nacional. Na "carta nacional" houve a previsão da criação de instituições com características consultivas e não-eletivas. Isto a nível local e, também, nacional.
A seca de 1984 e 1985 e o encerramento, em 1984 a 1986, de fazer fronteira terrestre com a Nigéria - são fatores que prejudicaram seriamente o direcionamento, a intenção, de se fazer um real ajuste econômico no país. A dependência econômica de auxílio externo se acentuou, principalmente com os Estados Unidos. Outro aspecto da época foram relações tensas com a Líbia. O motivo: supostas perseguições aos tuaregues, guerreiros nômades do deserto, pelo regime de Kountché. Após um incidente com armas. no mês de maio de 1985, na área territorial limítrofe entre o Níger e a Líbia, todos os tuaregues não foram expulsos do Níger.                     